# .io
.io là tên miền quốc gia cấp cao nhất (ccTLD) của Lãnh thổ Ấn Độ Dương thuộc Anh.
Tên miền quốc tế hóa cũng có thể được đăng ký (xem chi tiết Lưu trữ ngày 18 tháng 12 năm 2005 tại Wayback Machine).